# ViViD

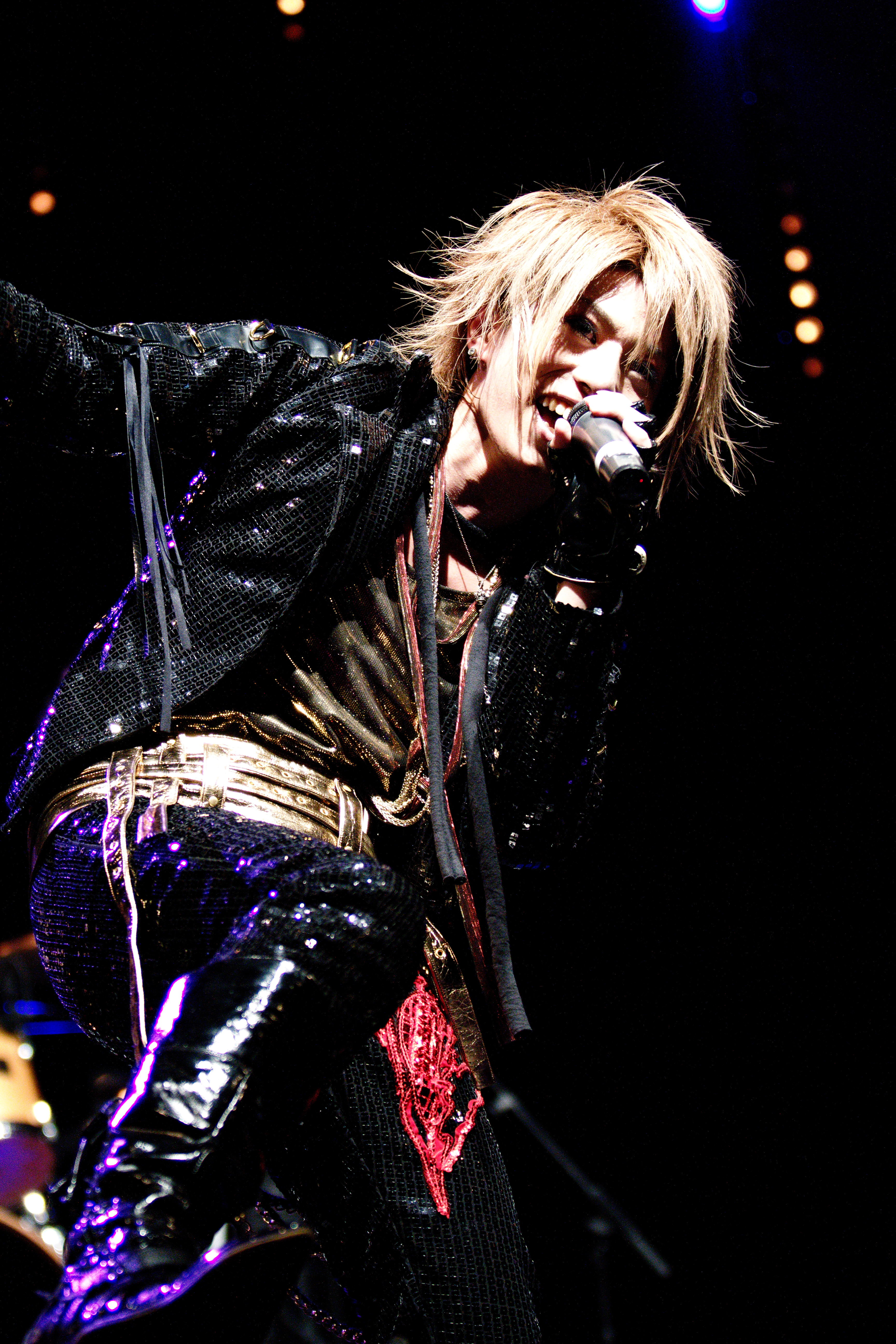
ViViD, 2010

ViViD ist eine Visual-Kei-Band, die im März 2009 in Tokio gegründet wurde. Sie wurde von Indie PSC, eine Abteilung von PS Company, unter Vertrag genommen und gab am 19. April 2009 ihr Debütkonzert in der Takadanobaba Area.
Ihr Debütalbum The ViViD Colour erreichte den 34. Platz in den Oricon-Musik-Charts, und ihre meistverkaufte Single Across the Border Platz 22.

## Bandmitglieder
- Sänger: Shin (シン), ehemals Rhyolite und Akihabara Shōnendan Dennō Romeo
- Gitarre: Reno (零乃), ehemals NoveLis
- Gitarre: Ryōga (怜我)
- Bass: IV (イヴ), ehemals Kisnate
- Schlagzeug: Ko-ki, ehemals NoveLis

## Diskografie

### Alben
- The ViViD Colour (2009, Neuauflage: 2010) Mini-Album[1]
- Infinity (2012) Studioalbum
- The Pendulum (2014) Studioalbum

### Singles
- Take-off (2009)[2]
- Dear (2009, Neuauflage: 2010)[3]
- Across The Border (2010)[4]
- Precious (2010)
- "Yume" ~Mugen no Kanata~ (2011)
- Blue (2011)
- Fake (2011)
- Message (2012)
- Real (2012)
- Answer (2013)
- Hikari (2014)
- Thank you for all -From the beginning (2015)